# Строитель (клуб по хоккею с мячом)
«Строи́тель-Сыктывка́р» — команда по хоккею с мячом из Сыктывкара. В настоящее время выступает в Высшей лиге.

## История
Клуб основан в 1947 году. С 1964 года выступал в первой лиге. С 1969 года получил название «Строитель». В 1983 году занимает второе место в финальном турнире первой лиги и выходит в высшую.
С 1984 года играет в высшей лиге. Высшее достижение — серебро Чемпионата России 1992/93. В Кубке страны — полуфинал (1984/85).
Наибольшее количество встреч и мячей за клуб провел Алексей Другов, входящий в данный момент в тренерский штаб клуба.
4 сентября 2007 года Федерацией хоккея с мячом перерегистрирован в хоккейный клуб «Динамо-Сыктывкар». Под динамовским флагом клуб «Строитель» провел один сезон 2007/08. В Высшей лиге Чемпионата России заняло 15-е место (7 побед и 19 поражений; мячи 80-161). Наибольшее количество матчей (по 26) сыграли девять хоккеистов, лучший бомбардир — A. Порошков (16 мячей). Главными тренерами были: Ю. Г. Гаврилов — август-декабрь 2007 г., Э. Д. Бай — январь-март 2008 г. После окончания сезона 2007/08 клубу было возвращено историческое название - «Строитель».
Хотя клуб в сезоне 2009/10 занял 13-ю строчку в турнирной таблице Высшей лиги (сейчас - Суперлига) и сохранил за собой место на следующий сезон, с сезона 2010/11 клуб продолжил выступления в Первой лиге (сейчас - Высшая лига). По итогам сезона 2016/17 стал победителем Первенства России в Высшей лиге и с сезона 2017/18 вновь выступает в Суперлиге.
После окончания сезона 2021/22 из-за финансовых проблем клуб потерял место в Суперлиге, был реорганизован и получил название «Строитель-Сыктывкар». Основу команды составили воспитанники академии «Строителя». Начиная с сезона 2022/23, клуб выступает в Высшей лиге.
| сезон   | лига             | занятое место (всего клубов) |
| ------- | ---------------- | ---------------------------- |
| 1992/93 | Высшая лига (I)  | 2 (из 20)                    |
| 1993/94 | Высшая лига (I)  | 9 (из 23)                    |
| 1994/95 | Высшая лига (I)  | 8 (из 21)                    |
| 1995/96 | Высшая лига (I)  | 13 (из 22)                   |
| 1996/97 | Высшая лига (I)  | 13 (из 22)                   |
| 1997/98 | Высшая лига (I)  | 10 (из 24)                   |
| 1998/99 | Высшая лига (I)  | 12 (из 23)                   |
| 1999/00 | Высшая лига (I)  | 12 (из 22)                   |
| 2000/01 | Высшая лига (I)  | 12 (из 22)                   |
| 2001/02 | Высшая лига (I)  | 11 (из 22)                   |
| 2002/03 | Высшая лига (I)  | 17 (из 22)                   |
| 2003/04 | Высшая лига (I)  | 21 (из 21)                   |
| 2004/05 | Высшая лига (I)  | 15 (из 21)                   |
| 2005/06 | Высшая лига (I)  | 21 (из 22)                   |
| 2006/07 | Высшая лига (I)  | 21 (из 22)                   |
| 2007/08 | Высшая лига (I)  | 15 (из 20)                   |
| 2008/09 | Высшая лига (I)  | 13 (из 19)                   |
| 2009/10 | Высшая лига (I)  | 13 (из 17)                   |
| 2010/11 | Первая лига (II) | 5-8 (из 28)                  |
| 2011/12 | Высшая лига (II) | 4 (из 30)                    |
| 2012/13 | Высшая лига (II) | 1 (из 28)                    |
| 2013/14 | Высшая лига (II) | 4 (из 26)                    |
| 2014/15 | Высшая лига (II) | 4 в группе 1 (из 9)          |
| 2015/16 | Высшая лига (II) | 7 в группе 1 (из 10)         |
| 2016/17 | Высшая лига (II) | 1 (из 23)                    |
| 2017/18 | Суперлига (I)    | 13 (из 14)                   |
| 2018/19 | Суперлига (I)    | 12 (из 15)                   |
| 2019/20 | Суперлига (I)    | 10 (из 14)                   |
| 2020/21 | Суперлига (I)    | 5-8 (из 14)                  |
| 2021/22 | Суперлига (I)    | 5-8 (из 14)                  |
| 2022/23 | Высшая лига (II) | 11 (из 22)                   |
| 2023/24 | Высшая лига (II) | 5 (из 23)                    |
| 2024/25 | Высшая лига (II) | 11 (из 23)                   |

Примечание. Начиная с сезона 2011/12 Высшая лига именуется Суперлигой, а Первая лига - Высшей лигой.

## Состав команды
Состав команды в сезоне 2024/2025
| №  | Амплуа       | Имя, фамилия          | Гражданство        | Дата рождения    |
| -- | ------------ | --------------------- | ------------------ | ---------------- |
| 1  | вратарь      | Корякин Дмитрий       | Россия             | 27 января 1996   |
| 20 | вратарь      | Екишев Макар          | Россия             | 12 января 2000   |
| 98 | вратарь      | Мартынов Никита       | Россия             | 8 января 2007    |
| 3  | защитник     | Кораблин Иван         | Россия             | 6 августа 1991   |
| 4  | защитник     | Куликов Андрей        | Россия             | 23 марта 1999    |
| 14 | защитник     | Котов Егор            | Россия             | 24 февраля 2006  |
| 22 | защитник     | Шеховцов Никита       | Россия             | 8 августа 1997   |
| 8  | полузащитник | Лихачёв Артём         | Россия             | 19 ноября 1996   |
| 10 | полузащитник | Занегин Евгений       | Россия             | 18 мая 2003      |
| 11 | полузащитник | Козлов Филипп         | Россия             | 12 августа 2007  |
| 17 | полузащитник | Пучков Иван           | Россия             | 17 октября 1987  |
| 18 | полузащитник | Романов Евгений       | Россия · Казахстан | 1 марта 2001     |
| 23 | полузащитник | Елфимов Сергей        | Россия             | 29 января 1992   |
| 71 | полузащитник | Дорофеев Глеб         | Россия             | 14 марта 2000    |
| 87 | полузащитник | Афанасьев Леонид      | Россия             | 8 января 2003    |
| 88 | полузащитник | Мамонтов Кирилл       | Россия             | 15 сентября 2000 |
| 99 | полузащитник | Федосеев Владимир     | Россия             | 10 апреля 1998   |
| 5  | нападающий   | Арзубов Павел         | Россия             | 31 мая 2000      |
| 9  | нападающий   | Ситников Никита       | Россия             | 18 декабря 1997  |
| 12 | нападающий   | Адамов Артём          | Россия             | 28 мая 2006      |
| 19 | нападающий   | Лыюров Артём          | Россия             | 10 марта 2007    |
| 97 | нападающий   | Харионовский Григорий | Россия             | 30 мая 2006      |

## Достижения
- Серебряный призер 1992/93
- Полуфиналист Кубка России 1984/85
- Победитель Западной группы 1994/95
- Двукратный обладатель «Jolly Bandy Cup» 1994, 1995
- Двукратный обладатель «Olly Cup» 1994, 1995
- Победитель турнира «67-я параллель» 1990
- Победитель Первенства России по хоккею с мячом среди клубов Высшей лиги сезона 2012/2013 и 2016/2017

## Стадионы клуба
Основной ареной хоккейного клуба является стадион «Республиканский», построенный в 1971 году и вмещающий более 8000 зрителей. Стадион имеет холодильные установки для подготовки искусственного льда.
В связи с подготовкой к Чемпионату мира по хоккею с мячом 2021 года и реконструкцией «Республиканского», в сезоне 2019/20 «Строитель» и «Строитель-2» проводили домашние матчи на стадионе «Бумажник» в Эжвинском районе Сыктывкара.